# 瓊斯角 (博克格雷溫克海岸)
73°17′S 169°13′E / 73.283°S 169.217°E
瓊斯角（Cape Jones），是南極洲的海岬，位於維多利亞地的博克格雷溫克海岸，處於拉博克山東南面的丹尼爾半島南端，在1841年1月由詹姆斯·克拉克·羅斯發現，現時由南極條約體系管理。